# Chantage op het leven
Chantage op het leven is een verhalenbundel van Harry Mulisch. Het boek werd gepubliceerd in 1953 en bevat naast het titelverhaal het verhaal Oneindelijke aankomst. In 1974 verscheen de negende druk. Vanaf 1977 is het opgenomen in de verzamelbundel De verhalen 1947-1977.